# Хеберла, Бартломей
Бартломей Хеберла (пол. Bartłomiej Heberla; род. 19 июня 1985, Рыбник) — польский шахматист и шахматный тренер, гроссмейстер (2006). Чемпион Польши по блицу (2010), трёхкратный победитель командных чемпионатов Польши, участник командного чемпионата Европы (2013) в составе сборной Польши.

## Спортивная карьера
Чемпион Польши среди юношей в возрастной категории до 16 лет (2001), завоёвывал медали также в возрастных категориях до 14, до 18 и до 20 лет. Многократный участник мировых и европейских юношеских первенств в разных возрастных категориях
В 2010 году выиграл чемпионат Польши по блицу; становился серебряным призёром чемпионатов Польши по блицу (2009) и рапиду (2014). Лучшее место в чемпионатах Польши с классическим контролем времени — 4-е (в 2014 и 2020 годах). Трижды (в 2007, 2008 и 2010 годах) выигрывал командный чемпионат Польши в составе клуба «Хетман» (Шопенице). Многократный серебряный и бронзовый призёр командных чемпионатов страны с «Хетманом» и другими клубами. В 2010 году показал лучший результат среди резервных игроков (5,5 очка в 8 партиях), в 2012 и 2013 годах становился на своей доске вторым и в 2017 году — третьим. В 2013 году выступил за сборную Польши в командном чемпионате Европы (4 очка в 8 партиях на 2-й доске).
Шахматный тренер международного класса (с 2012 года тренер ФИДЕ). В 2014 году был тренером сборной Мальты на шахматной олимпиаде в Тромсё.

## Изменения рейтинга
| Графики недоступны из-за технических проблем. См. информацию на Фабрикаторе и на mediawiki.org. |